# زیرساخت‌های سایبری
موسسه‌‌های تحقیقاتی فدرال ایالات متحده از واژه cyberinfrastructure برای توصیف بسترهای پژوهشی که data acquisition، دستگاه ذخیره‌سازی داده، مدیریت داده، data integration، داده‌کاوی، مصورسازی داده و سایر سرویس‌های محاسباتی و پردازش اطلاعات را از طریق اینترنت در اختیار پژوهشگران قرار می‌دهد استفاده می‌‌کند.